# Henryk Trzonek
Henryk Trzonek (ur. 29 października 1912 w Łodzi, zm. 3 grudnia 1943 w Warszawie) – polski altowiolista, aktywny przed II wojną światową i w okresie okupacji hitlerowskiej.
Początkowo uczył się gry na skrzypcach w łódzkim konserwatorium, prowadzonym przez Helenę Kijeńską-Dobkiewiczową. Dalsze studia kontynuował w konserwatorium warszawskim, w klasie altówki u prof. Mieczysława Szaleskiego. Przed wojną pracował w Orkiestrze Polskiego Radia pod dyrekcją Grzegorza Fitelberga oraz w Kwartecie Smyczkowym Polskiego Radia. Podczas okupacji był członkiem Kwartetu Smyczkowego Eugenii Umińskiej w składzie: Eugenia Umińska – I skrzypce, Roman Padlewski – II skrzypce, Henryk Trzonek – altówka, Kazimierz Wiłkomirski – wiolonczela. Henryk Trzonek występował również w orkiestrze symfonicznej w kawiarni Lardellego oraz w Kawiarni "Gastronomia" – wraz z żoną Haliną Kowalską, która była wiolonczelistką. Był zaprzyjaźniony z Romanem Padlewskim, z którym występował na tajnych koncertach i poprzez niego miał związki z konspiracją.
21 maja 1943 jako członek Kwartetu Umińskiej prawykonał w kawiarni Woytowicza II Kwartet smyczkowy Grażyny Bacewicz skomponowany w tym samym roku. Jeszcze wcześniej w tym samym miejscu i składzie odbyło się prawykonanie II Kwartetu Romana Padlewskiego.
16 listopada 1943 Henryk Trzonek został aresztowany i uwięziony na Pawiaku, a 3 grudnia 1943 rozstrzelany w grupie stu więźniów Pawiaka w ulicznej egzekucji przy ul. Puławskiej 21/23 w Warszawie. Nie powiodła się próba wykupienia go z rąk Gestapo przez tajny związek muzyków, w co zaangażowany był m.in. Jerzy Waldorff.
Halina Kowalska-Trzonkowa, była pochodzenia żydowskiego. Z tego powodu musiała się ukrywać wraz z córką Lucyną (później również wiolonczelistką) m.in. u Kazimierza Wiłkomirskiego i Eugenii Umińskiej. W styczniu 1944 urodziła (po śmierci męża) córkę – Henrykę Trzonek, która jest skrzypaczką i kontynuuje muzyczną tradycję rodzinną. W latach 1974 – 2009 była pierwszą skrzypaczką Das Radio – Sinfonie-Orchester Frankfurt. Obecnie występuje jako solistka.
O Henryku Trzonku zachowały się wspomnienia m.in. takich osób, jak: Jarosław Iwaszkiewicz, red. Jerzy Waldorff, prof. Kazimierz Wiłkomirski.